# Dominique Rollin
Dominique Rollin (Boucherville, Montérégie, Quebec, 29 d'octubre de 1982) és un ciclista canadenc, professional des del 2002.
En el seu palmarès destaca el Campionat del Canadà en ruta de 2006.

## Palmarès
- 2003
  -  Campió del Canadà en contrarellotge sub-23
- 2004
  -  Campió del Canadà en contrarellotge sub-23
- 2005
  - 1r a la Clàssica Montréal-Québec Louis Garneau
  - Vencedor d'una etapa del Tour de Beauce
- 2006
  -  Campió del Canadà en ruta
  - Vencedor d'una etapa del Tour de Gironda
- 2007
  - Vencedor de 3 etapes de la FBD Insurance Rás
  -  Medalla de bronze de contrarellotge als Jocs Panamericans
- 2008
  - 1r al Rochester Omnium i vencedor d'una etapa
  - Vencedor d'una etapa de la Volta a Califòrnia
  - Vencedor d'una etapa del Tour de Southland

### Resultats a la Volta a Espanya
- 2009. Abandona (13a etapa)
- 2012. 153è de la classificació general
- 2015. 116è de la classificació general

### Resultats al Giro d'Itàlia
- 2012. Exclòs per agafar-se a un cotxe (20a etapa)
- 2013. 75è de la classificació general